# Yunus Emre

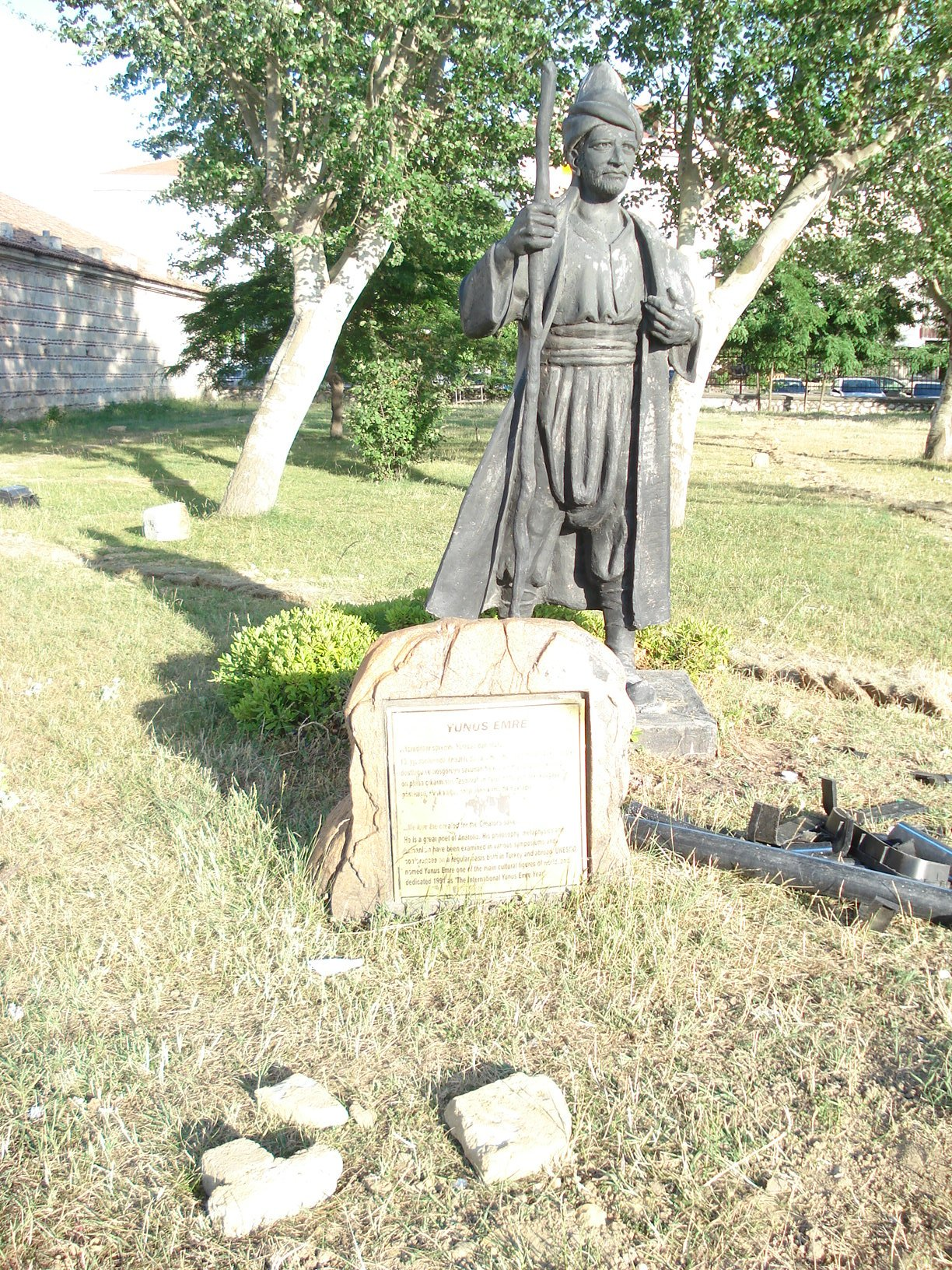
Yunus Emre szobra Isztambulban

Yunus Emre (1238? – 1320?), Júnusz Emre török költő, a szúfi miszticizmus kiemelkedő alakja, nagy hatást gyakorolt a török irodalomra annak minden szakaszában. Korának azon kevés költői közé tartozott, akik nem az irodalmi nyelvben megszokott, perzsa és arab befolyás alatt álló oszmán-török nyelven írtak, hanem a beszélt nyelvhez sokkal közelebb álló szókincset használtak. 
Yunus Emre előszeretettel írt a hagyományos török nyelvtörőkhöz (tekerlemeler) hasonló stílusban. Törökországon kívül Azerbajdzsánban és a Balkánon is nagy népszerűségnek örvend. Versei leginkább az isteni szeretetről és az emberi sorsról szólnak.

## Külső hivatkozások
- Yunus Emre & Humanism Archiválva 2016. március 3-i dátummal a Wayback Machine-ben
- Júnusz Emre emlékkönyv; összeáll., bev. Tasnádi Edit; Magyar-Török Baráti Társaság, Bp., 1993
- Yunus Emre emlékkönyv. A költő születésének 750. évfordulója alkalmából; összeáll. Tasnádi Edit; Yunus Emre Enstitüsü–Budapesti Török Kulturális Központ, Bp., 2015